# Vittnespsykologi
Vittnespsykologin är en del av rättspsykologin som studerar trovärdigheten i vittnesmål. Vittnespsykologin försöker studera, förstå och hantera minnesproblemen som påverkar en individ och deras vittnesutsagor. Ett vittnesmål är en juridisk term som innebär en redogörelse vilken ges av personer som har bevittnat ett brott. Mycket vikt läggs kring vittnesmål och anses vara en tillförlitlig informationskälla. Många yttre faktorer påverkar hur väl en individ minns ett händelseförlopp. Vittnespsykologins syfte är därför att se till att vittnesutsagorna inte är bristfälliga för att domstolen ska kunna fatta beslut med tillförlitlig information.

## Vittnespsykologi och vittnesmål
Ett vittnesmål är en redogörelse som ges av personer som har bevittnat ett brott. Vittnesmål ses i allmänhet vara en trovärdig informationskälla och kan påverka en rättegångs utfall. För att domstolen ska få möjlighet att göra en korrekt dom erfordras tillgång till tillförlitliga vittnesmål. I många brottmål är det vittnesutsagorna som är avgörande för målets utgång. Vittnespsykologins syfte är att se till att vittnesutsagorna inte ska vara bristfälliga då konsekvensen av det kan bli oskyldiga felaktigt döms för brott. Psykologin undersöker trovärdigheten i vittnesmål genom att förstå människans beteende och tillämpas därav mycket i juridiken. Forskningen inom detta område har visat att ögonvittnesmål kan påverkas av många faktorer. Människans perception och minne visar att människor inte är passiva mottagare av information vilket resulterar i att trovärdigheten kan sjunka i vittnesmål. Vittnen är en grundläggande del av en rättegång. Vad de har att säga kan stödja de olika fysiska bevis som presenteras för domaren. Ett vittnes vittnesmål kan inte litas på fullt ut i många fall. Det kan vara så att de ljuger eller också att deras minnen har förvrängts. Vittnespsykologi försöker studera, förstå och hantera minnesproblem som påverkar en individ och som i sin tur kan ha betydelse när de avger sitt vittnesmål inför en domare.

## Svensk utveckling

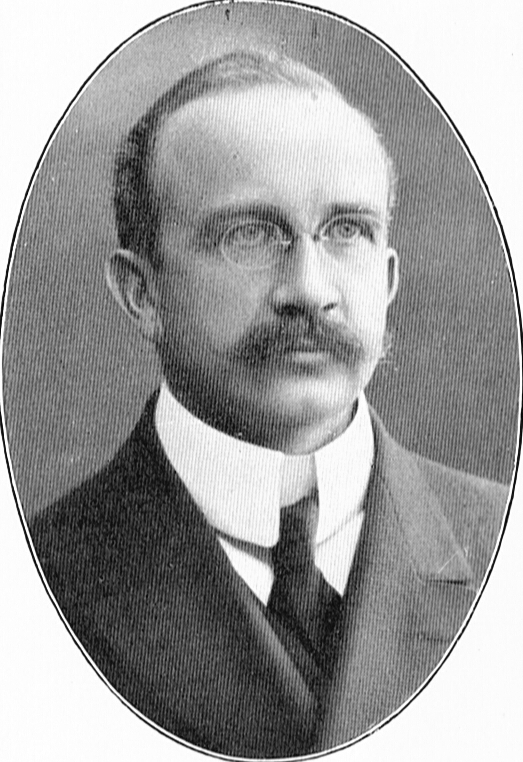
Sidney Alrutz

Under 1900-talet skrev psykologen Sidney Alrutz flera vittnespsykologiska rapporter, främst i den egna tidskriften Psyke. 1912 höll han ett föredrag om vittnespsykologi och vittnesmål för Sveriges advokatsamfunds Stockholmsavdelning där han behandlade flera vittnespsykologiska problem som engagerar nutida forskare. Två andra pionjärer inom vittnespsykologi var Arvid Wachtmeister och Valdemar "Fille" Fellenius. De utforskade bland annat värdet av barns vittnesmål. Wachtmeister skrev ett flertal böcker om ämnet, däribland Vad är sanning? Vittnespsykologiens grunddrag (1933) och För ung för att tala sanning? (1943). Fellenius stod bakom det Psykotekniska institutet (PTI) som bildades 1944. Det var ett fristående institut för psykologi där en praktiskt inriktning av psykologi, däribland vittnespsykologiska undersökningar, studerades. Under 1930-talet undervisade Fellenius i både vittnes- och minnespsykologi på en polisskola. Fellenius tidiga forskning utvecklade främst intervjubaserade metoder med vittnen och misstänkta för att kartlägga kriminella brottslingar och skrev ett flertal vittnespsykologiska verk såsom Vittnesutsagans psykologi (1952), avsedda att omsättas i praktiskt polisarbete.   
Ett av de största namnen inom svensk rättspsykologi är Arne Trankell som ägnade större delar av sin karriär på pedagogiska institutionen i Stockholm. Under 1950- och 1960-talen utvecklade han ett vittnespsykologiskt utredningsverktyg som var inspirerat av den tyska utsagespsykologin och var i första hand ämnad åt att analysera barns utsagor. Verktyget kom att kallas för den formella strukturanalysen. En av Trankells mest betydande insatser inom vittnespsykologin var att flytta fokuset från ett vittnes generella trovärdighet till utsagans tillförlitlighet. Detta innebar att istället för att bedöma trovärdigheten hos personer utifrån deras egenskaper förflyttades fokus till hur utsagorna utvecklades och uppstått. Trankell skrev flertal vittnespsykologiska artiklar och böcker, bland annat Vittnespsykologins arbetsmetoder (1963). Dessutom anordnade han ett symposium: en av de första internationella konferenserna inom rättspsykologi. Världens främsta företrädare samlades för vittnespsykologin i Stockholm den 16-19 september 1981. Det var deltagare från flertal länder: USA, Västtyskland, Östtyskland, Polen, Storbritannien, Japan och Danmark.
Bland övriga svenska vittnespsykologer återfinns Trankells elev Astrid Holgerson (1927–2010) som vittnade som expert i rättegången mot Christer Pettersson efter Palmemordet. Till samma skola hör Birgit Hellbom och Lena Hellblom Sjögren. Stina Sandels utarbetade en metod vid förhör av små barn.

### Modern påverkan
Sedan 1990-talet har det genomförts många rättspsykologiska forskningsprojekt och det har skapats över 50 doktorsavhandlingar inom temat rättspsykologi. Dessutom finns det en stor efterfrågan på information om rättspsykologi från Sveriges olika juristutbildningar och man har även sett en ökad efterfråga av universitetskurser i rättspsykologi från tidigt 2000-tal. För att bemöta denna ökade efterfråga finns det därav idag ett flertal kurser i rättspsykologi på diverse nivåer. Sedan 2004 finns det dessutom ett nordiskt forskarnätverk för rättspsykologi, The Nordic Network for Research on Psychology and Law, (NNPL). Varje år har forskarnätverket möten för att stödja forskarstudenter med sina avhandlingar och för att inspirera till ett nordiskt forskningssamarbete. Slutligen har intresset inom rättsväsendet i stort för rätts- och vittnespsykologi ökat vilket har lett till att rättspsykologin i stort har fått fäste på flera vidareutbildningar inom myndigheter såsom polismyndigheten, domstolsverket, åklagarmyndigheten. Under 2000-talet har forskningen kring vittnespsykologi fortsatt att utvecklas, med fokus på att förstå hur människors minnen fungerar och hur detta kan påverka deras vittnesmål. Detta har lett till att man har utvecklat mer avancerade tekniker för att hantera vittnesmål, såsom att använda video- och ljudinspelningar och att man har börjat använda forskningen i rättsprocesser för att bedöma vittnesmålens trovärdighet. Idag är vittnespsykologi en viktig del av brottsutredningar och rättsprocesser i Sverige och forskningen kring ämnet fortsätter att utvecklas för att göra det möjligt att hantera vittnesmål på ett mer effektivt och rättssäkert sätt.

## Internationell utveckling
Den internationella utvecklingen har sett olika ut, i olika länder. Det finns flertal pionjärer inom vittnespsykologin som har lyft fram flertal viktiga punkter som har format rättsväsendet.

### Romerska och Kanoniska rätten

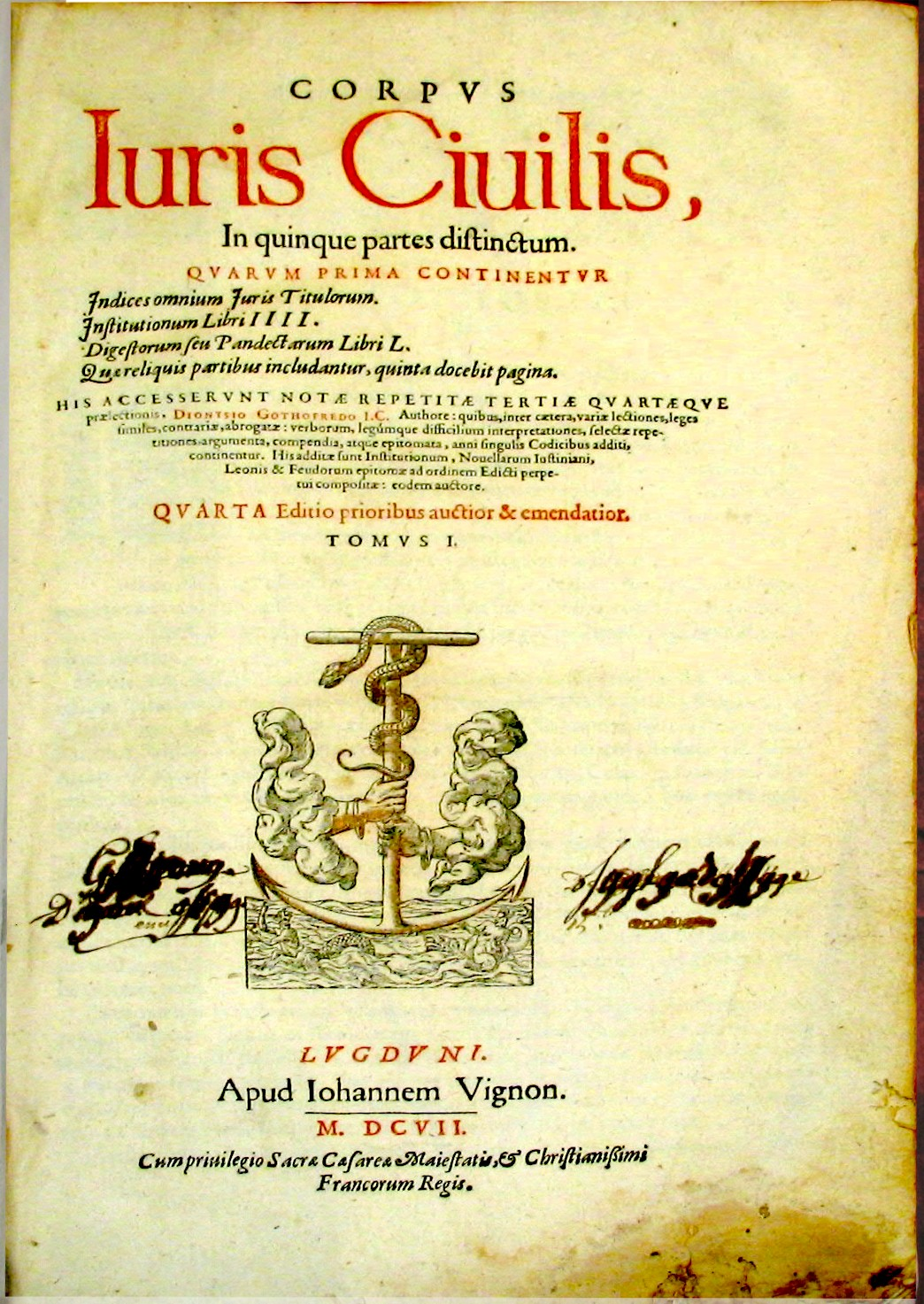
Corpus juris civilis

Under antiken utvecklades den romerska rätten i Romarriket. Denna rätt var dock inte tillgänglig för alla. Många kunde inte läsa och de läskunniga fick inte tillgång till lagar. Det var endast överklassens rättigheter att få kunna tolka diverse regler. Detta skapade problem för samhällets invånare och stred mot den moderna legalitetsprincipen som förespråkar: inget brott utan lag, inget straff utan lag. I och med de tolv tavlornas lag blev den romerska rätten nedskriven år 451 f.Kr och alla invånare fick tillgång till den romerska rätten. Lagen blev noggrannare nedskriven på 530-talet e.Kr och kallades nu Corpus jurus civilis och är känd i Europa som den romerska rätten. På 1000- och 1100-talet blev rätten bearbetad av glossatorerna. De skrev ned glossor alltså förklaringar av de olika lagarna. De skapade regler samt begrepp som blev viktiga för den rättsliga utvecklingen i Europa. Till Sverige kom viktiga principer som används än idag såsom offentlighetsprincipen. Dessutom spreds den så kallade legala bevisteorin: en teori om hur bevisning ska värderas. Denna teori tillämpas inte i rättssystemet idag eftersom den bygger på att två vittnen med samma utsaga skulle klassas som fullt bevis. Under medeltiden hävdade även den katolska kyrkan att de var behöriga att döma vissa brott, särskilt om brotten gällde religion. Ca 1140 e.kr. sammanställde en munk vid namn Gratianus den katolska kyrkans regler, den kanoniska rätten, som har påverkat lagstiftningen i Europa. Boken ändrade bland annat lagarna kring testamente och gåvor vilket i praktiken endast gynnade kyrkan. Den kanoniska rätten tog bort en del av den romerska rätten bland annat att det krävdes vittnen för någon som skriver sitt testamente. Lagen fastslog också att skriftliga dokument skulle användas och att bevisning skulle bygga på vittnens utsagor samt bekännelser.

#### 1800-talet och framåt
Det fanns flertal rättspsykologiska föregångare mellan 1800 och 1930. Ceasare Lombroso, en italiensk psykiater som 1874 publicerade boken L’uomo Delinquente, beskrev kopplingen mellan brottslingar och dess utseende. Enligt honom hade brottslingar ett markerat käkparti, låg panna och kraftig hårväxt. Hans Gross, pragisk kriminolog som 1898 publicerade Kriminal-Psychologie spädde på debatten och intresset för vittnespsykologin så att Alfred Binet två år senare publicerade sin studie La Suggestibilité. Binet fokuserade sin forskning på vittnenas känslighet för yttre faktorer och var en av de första som forskade kring vittnesutsagors tillförlitlighet. Den utbredda debatten banade vägen för en av de mest inflytelserika vittnespsykologerna, Hugo Münsterberg. Münsterberg skrev ett flertal böcker som avhandlade diverse tester på hur man ska särskilja skyldiga och oskyldiga misstänkta och vad som ligger bakom falska bekännelser. Dessa frågeställningar var relevanta mer än ett sekel senare.

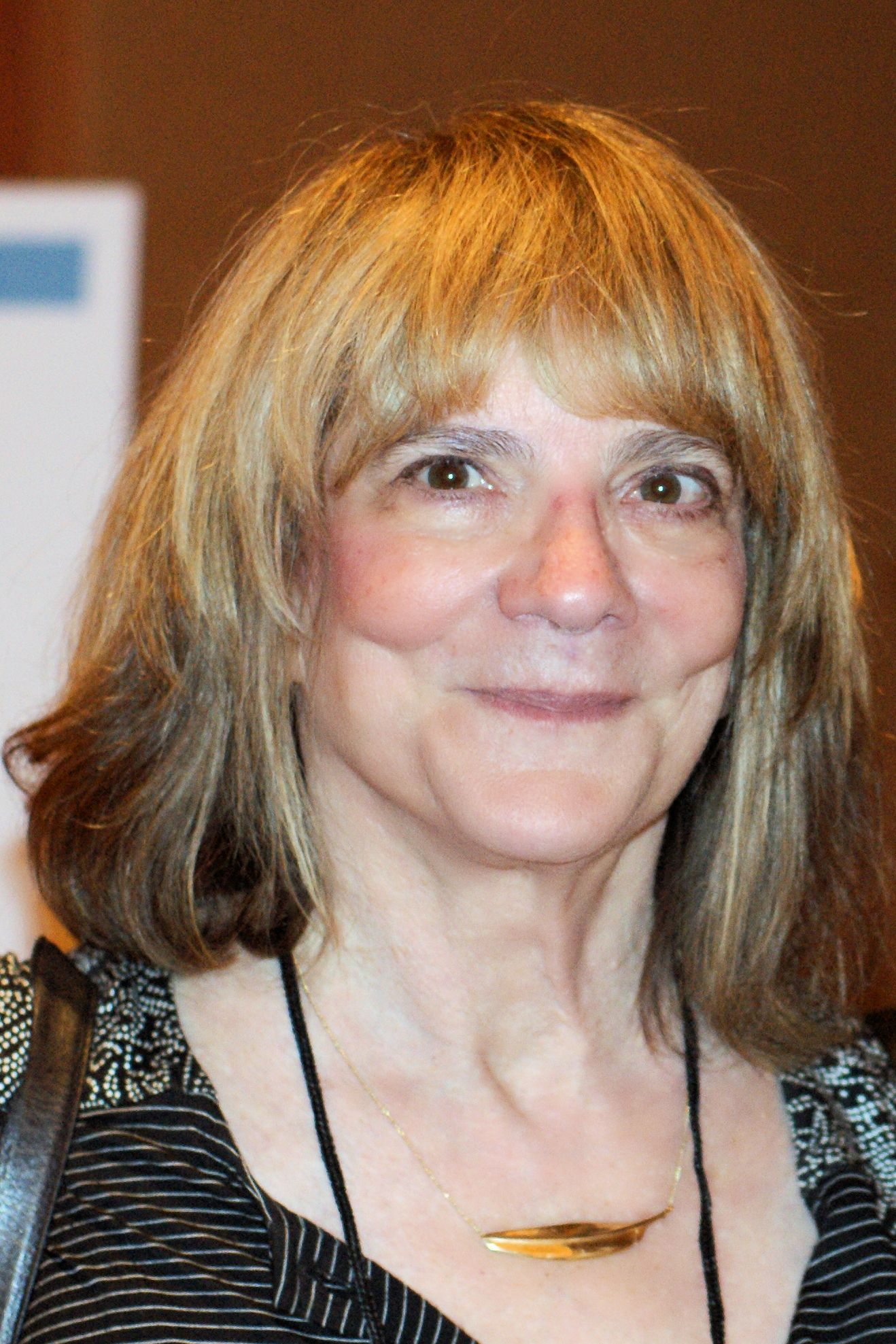
Elizabeth Loftus.

Under andra världskriget gick rättspsykologin, precis som psykologiforskning i allmänhet, in i en tyst period, en trend som för rättspsykologin fortsatte genom 1950 och 1960 talen. I Tyskland var emellanåt aktiviteten lite högre där forskare såsom Udo Undeutsch och Friedrich Arntzen publicerade med ojämna mellanrum. Både Undeutsch och Arntzen var föregångare till den moderna utsageanalysen och främjade textanalytiska instrument för att kunna avgöra tillförlitligheten i barns utsagor. Även om utvecklingen inom vittnespsykologin inte var obefintlig, tog den inte fart förrän under 1970-talet. Det var då den moderna rättspsykologiska forskningen började organiseras på allvar och fick större uppmärksamhet. Detta bekräftades även av att The Annual Review of Psychology publicerade en områdesöversikt av Psychology and Law som främst handlade om vittnespsykologins forskning. Den amerikanske forskaren Elizabeth Loftus var 1900-talets främste forskare inom ämnet. År 1979 gav hon ut sin bok Eyewitness Testimony. I Storbritannien 1976 publicerades Delvin-rapporten som resonerade kring vittnespsykologins potential att höja rättssäkerheten. Nederländerna var ett annat föregångsland och 1975 blev Hans Crombag utnämnd till rättspsykolog i universitetet i Antwerpen.

## Hjärnans roll i vittnespsykologin
Människor är inte passiva mottagare av information. Det är en konstruktiv process. När ett vittne, eller en människa i allmänhet, ska memorera en händelse sker en komplicerad samverkan mellan individens psykologiska egenskaper, händelsens karaktär samt den specifika situation som råder då individen ombeds att minnas händelsen. En individs specifika minnesbild för en händelse kan delas i minnesprocessen. Den består av tre olika steg. Minnet kan också delas in i arbetsminnet och långtidsminnet. Arbetsminnet håller information tillgängligt under en kortare tidsperiod. Detta minne har en begränsad kapacitet. Långtidsminnet har högre kapacitet och minnesbildernas varaktighet kan bli mycket långa.
Människor uppfattar information via sina sinnen; hörsel, syn, känsel, lukt och smak. Desto fler sinnen som är inblandade i minnesprocessen, ju lättare blir det att minnas. Långtidsminnet består av flera olika funktioner. Centralt för vittnespsykologin är minnet för händelser alltså det episodiska minnet och minnet för att identifiera objekt och orientera sig i omvärlden alltså det perceptuella minnet. Det episodiska minnet är relevant för att komma ihåg ett händelseförlopp. Ett brott/minne som växer starka känslor och stimulerar flera sinnen är lättare att komma ihåg då det finns många associationsvägar fram till minnet. 1974 blev minnesprocessen uppdelad i tre faser; inkodning, lagring och framplockning. Inkodningsfasen är när individen tar in och bearbetar informationen. Lagring är när individen bevarar informationen över tid. Lagringsfasen är den tid mellan att vi kodat in en händelse till att vi plockar fram minnet. Under denna fas är minnet sårbart för suggestion och påverkan. Framplockningsfasen syftar till när individen ska plocka fram lagrad information. I en ögonvittnesskildring och memorering av ett händelseförlopp, finns det många faktorer som kan påverka trovärdigheten av vittnesmålet.

## Faktorer som påverkar vittnen
Det finns många faktorer som kan påverka vittnens utsagor som är viktiga att ta hänsyn till så att felaktiga domar inte fälls.

### Inkodningsfasen
Under inkodningsfasen kan trovärdigheten påverkas på grund av händelsens emotionella laddning. Desto allvarligare brott ett offer utsätts för desto mindre fullständig blir utsagan. Även om utsagan har brist på information kan den ändå vara tillförlitlig. Hur minnet påverkas vid emotionella situationer kan delas upp. Uppdelningen är det som händer runt omkring händelsen kallas perifer information, informationen som står i fokus och kritisk för händelsen kallas central information. Uppdelningen är svår och väldigt individuell eftersom vissa uppfattar en del information centralt och andra perifert. Åklagare samt domare har visat sig ha uppfattningen att ett vittne lättare kommer ihåg information vid en emotionellt laddad händelse jämfört med en neutral.
En studie gjord av Clifford och Scott (1978) gick ut på att undersöka minnen. De visade en grupp människor två olika versioner av en film. Ena gruppen fick se en film om en våldsam attack och den andra en lugnare variant. De som såg den intensivare filmen mindes färre detaljer om händelsen än gruppen som såg den lugnare versionen. Eftersom det förmodligen är stressigare att bevittna ett verkligt brott än att delta i ett experiment kan minnesnoggrannheten påverkas ännu mer i verkligheten. Vid en intervju med poliser kring deras uppfattning om stressens påverkan på minnet i detta avseende svarade hälften av poliserna att vittnen har svårare att komma ihåg central information vid emotionellt laddade händelser till skillnad från neutrala händelser. Den andra hälften av poliserna hade samma uppfattning som domarna och åklagarna: att ett vittne lättare minns en emotionellt laddad händelse.

#### Easterbrookhypotesen
Att vittnen minns händelsen väl om de minns den centrala informationen i en emotionell händelse stöds av Easterbrookhypotesen. Hypotesen menar att när en person är med om en traumatisk händelse begränsas dess uppmärksamhetsfokus likt tunnelseende. Vittnespsykologiskt sett så uppfattas både den centrala informationen och den som sorteras ut vid tunnelseendet. Dock kan den utsorterade informationen vara svår att plocka fram samt återge nära i tid till den traumatiska händelsen. Dock blir det ofta lättare efter ungefär två veckor. Enligt denna hypotes bör därför inte komplettering av senare given information från vittnen som utstått traumatiska händelser förbises.

#### Vapenfokus
När det gäller brott med vapen koncentrerar sig ögonvittnet på vapnet och utesluter ofta andra detaljer om brottet. Vid ett brott där ett vapen är inblandat är det inte ovanligt att ett vittne kan beskriva vapnet mycket mer detaljerat än den person som håller i det. I en studie gjord av Loftus visades deltagarna en bildserie. Bildserien föreställde en kund på restaurang. På en bild höll kunden ett vapen. På den andra höll samma kund ett checkhäfte. Deltagare som såg versionen med pistolen tenderade att fokusera på pistolen. Resultatet blev att de deltagare som sett bilden med vapnet var mindre benägna att identifiera kunden jämförelsevis med de som hade sätt bilden med checkhäftet. En studie av Yuille och Cutshall (1986) motsäger dock betydelsen av vapenfokusering för att påverka ögonvittnesminne.

### Lagringsfasen
Under lagringsfasen kan vittnet påverkas av utomstående information. Artiklar, fotografier, intervjuer, m.m kan ha inverkan på ens uppfattning av verkligheten. Förhållandena vid inkodnings tidpunkten har också en påverkan. Om det exempelvis varit mörkt eller om händelseförloppet utspelade sig hastigt kan det leda till informationen blir felaktig vid lagringsfasen.

### Återerinringsfasen
Vid återerinrings- eller framplockningsfasen kan vittnens utsagor och minne påverkas av flera olika faktorer som påverkar trovärdigheten på utsagan. Inom denna fas finns det två centrala begrepp: återgivning och igenkänning. Igenkänning kan vara när vittnet identifierar gärningsmannen och återgivning när man sedan beskriver händelseförloppet. I rättegångar är det vanligare att vittnet får beskriva något än att identifiera någon. När vittnet återger något kan ett flertal faktorer påverka fullständigheten och tillitförheten på utsagan. Forskning visar exempelvis att bättre ljusförhållanden ger en tillförlitligare utsaga från vittnet. Andra faktorer som påverkar kan vara tiden mellan återerinring och händelse; desto kortare tid desto mer tillförlitlig utsaga.
Vittnesutsagor tenderar att vara ganska generella vilket motiverar den så kallade minnesunderlättande intervjutekniken. När vittnet ska berätta sin utsaga ställer förhörsledaren olika frågor. Dessa frågor kan delas in i fri återgivning, öppna eller slutna frågor. Fri återgivning ger vittnet en större frihet till sin utsaga och kan beskriva händelsen fritt. Dock räcker det oftast inte och förhörsledaren måste ställa öppna eller slutna frågor. Enligt forskning är öppna frågor mest passande då mindre inkorrekt information erhålls, jämfört med slutna. Utöver dessa frågeställningar kan även ledande frågor ställas.
Vittnesutsagor kan också påverkas när vittnet blir avbrutet. I genomsnitt hinner ett vittne svara på en öppen fråga i 7,5 sekunden innan denne blir avbruten. När vittnet blir avbrutet störs koncentrationen. Dessutom kan personen bli stressad då vittnet måste fokusera på de nya anvisningarna förhörsledaren har gett. Tillförlitligheten kan påverkas om man inte följer kronologisk ordning. Två negativa effekter kan framträda. Dels att en del relevanta frågor inte ställs samt att vittnesutsagans resultat missgynnas.

När ett vittne ska få sin händelsebild att stämma överens med ett antal olika alternativ kallas det igenkänning. Då granskas det vad vittnet har sagt vid identifieringen och vilka frågor som har ställts via en vittnespsykologisk undersökning. Dessa vittneskonfrontationer kan göras genom att vittnet pekar ut något eller någon. I en konfrontationsgrupp där vittnet ska peka ut gärningsmannen, finns det minst sex personer och en målperson. De extra personerna är distraktorer. Dessa konfrontationer kan ske simultant så står alla uppställda bredvid varandra. De kan också vara sekventiella där alla presenteras en efter en. Om man använder sekventiell vittneskonfrontantion minskar risken för felaktig identifiering jämfört med om man använder den simultana vittneskonfrontations-metoden. Psykologiskt sett har detta ett samband med relativ och absolut bedömning. Vid sekventiell vittneskonfrontation bedömer vittnet personerna individuellt med minnesbilden och gör en absolut bedömning. Vid simultan vittneskonfrontation görs en relativ bedömning där vittnet jämför alla personer med varandra och pekar ut den person som bäst stämmer överens med minnesbilden. Enligt forskningsresultat minskar risken för en felaktig identifiering av gärningsmannen vid användning av sekventiell vittneskonfrontation. I Sveriges rättsväsende är dock simultan vittneskonfrontation mer använd. Vid utpekande är det också viktigt att inte påverka tillförlitligheten genom att ge beröm för utpekandet då vittnet senare kan få göra bedömningen om hur säker den var på sitt utpekande. Eftersom vittneskonfrontationer kan vara väldigt betydande i en rättegång är det viktigt att de ska kunna bli granskade i efterhand vilket kräver fullständigt dokumentation och en tydlig foto- eller videoinspelning av konfrontationsuppsättningen.

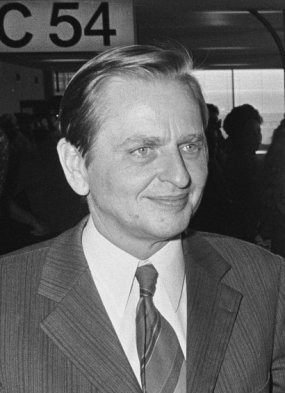
Olof Palme

## Exempel
I många rättsfall har vittnespsykologin använts och avgjort fallets dom.

### Mordet på Olof Palme
Olof Palme var socialdemokraternas partiledare mellan 1969 och 1986. Sedan var han Sveriges statsminister 1969-1976 samt 1982-1986.
I fallet kring mordet på Olof Palme spelade vittnespsykologin en stor roll. Olof Palmes fru skulle peka ut gärningsmannen i en vittneskonfrontation men sedan ogiltigförklarades utpekandet. Detta gjordes eftersom media redan innan utpekningen hade släppt bilden på den anklagade mördaren, Christer Pettersson. Utpekningen dömdes inte vara tillförlitlig eftersom man inte kunde utesluta att Olof Palmes fru kände igen gärningsmannen från media.

### Mordet på Anna Lindh
Anna Lindh föddes den 19 juni 1957 och avled 2003. När hon avled var hon statsråd och chef för Utrikesdepartementet.

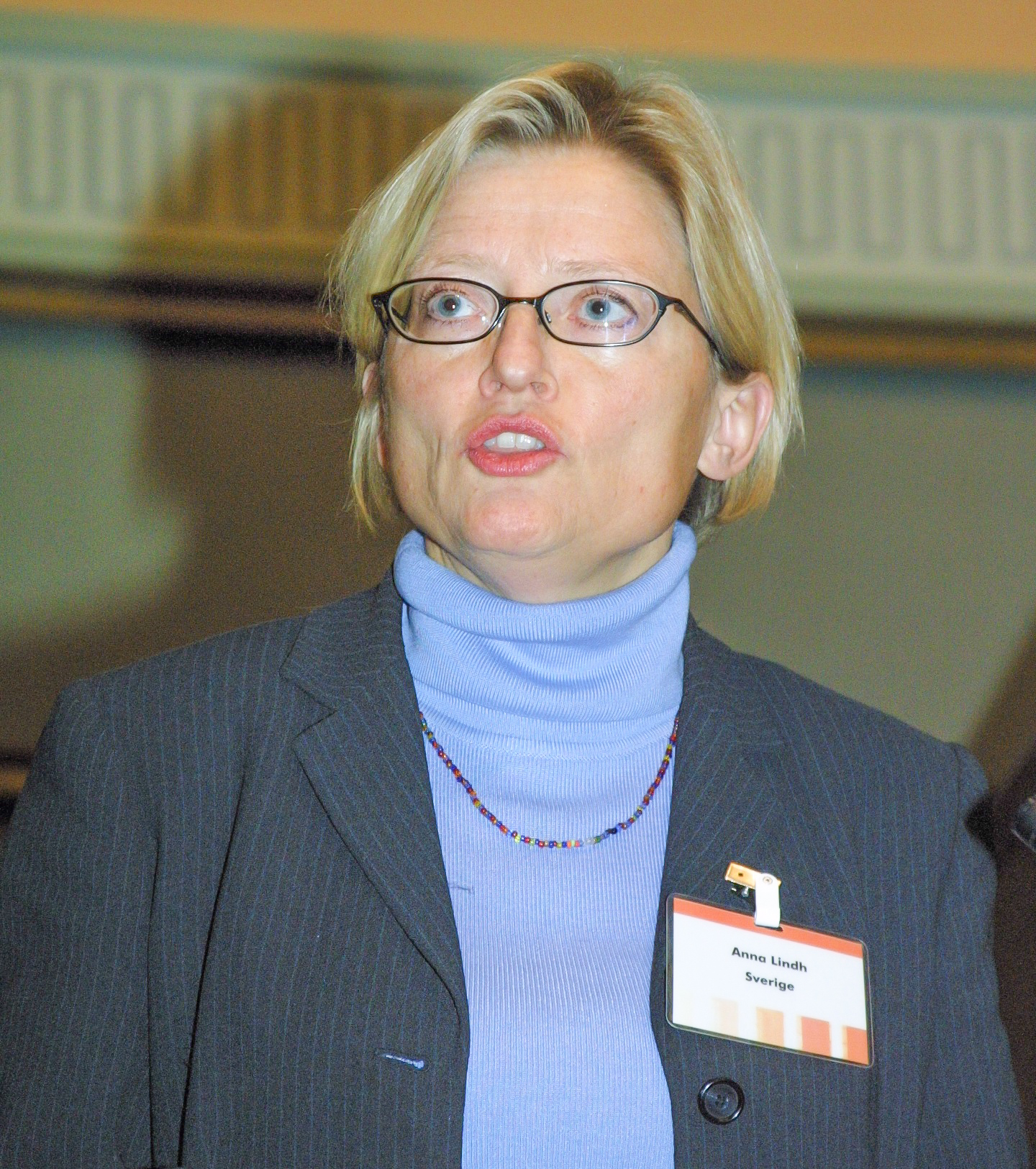
Anna Lindh

Anna Lindh knivhöggs den 10 september 2003 på NK i Stockholm och avled dagen efter. Dådet hade setts av flertal vittnen som också spelade en central roll i utredningen. Hur väl vittnena kom ihåg dådet skulle senare uppmärksammas av vittnespsykologisk forskning. Vid förhör hade ett vittne uppgett ett specifikt klädesplagg gärningsmannen hade som senare visades vara felaktigt. Vittnet hade lånat signalement från en man hon tidigare sett bete sig mystiskt i närheten där dådet skedde. Samtliga vittnen blev påverkade och angav samma signalement eftersom de blev förhörda i grupp och på grund av medias uppmärksammande.